# Torentje
Het Torentje is een gebouw bij het Binnenhof in Den Haag. Het staat in de Hofvijver, naast het Mauritshuis. In het Torentje bevindt zich de werkkamer van de minister-president van Nederland. Het wordt daarom vaak naar de huidige premier genoemd: Torentje van Rutte, Torentje van Balkenende enz. Ook de uitdrukking Torentjesoverleg komt ervandaan.
Ten westen van het Torentje is de Maurits- of Grenadierspoort, die toegang geeft tot het Binnenhof. Recht tegenover het Torentje bevinden zich kantoorruimtes van de Tweede Kamer.  
Op de begane grond bevindt zich in het torentje een kleine vergaderruimte, de Thorbeckezaal. Op de eerste verdieping huist het kantoor van de minister-president.

## Geschiedenis
Het achthoekige gebouw wordt voor het eerst genoemd in een kroniek uit 1354 en dateert vermoedelijk uit de eerste helft van de veertiende eeuw. Aan de rand van het Binnenhof lag het Torentje oorspronkelijk als zomerprieel van de graven van Holland. Het was door middel van een ophaalbruggetje verbonden met de grafelijke tuin. Op de plaats van deze tuin, ten oosten van het Torentje, is later, rond 1640, het Mauritshuis gebouwd. 
De eerste etage dateert vermoedelijk uit 1479. Het Torentje werd een vestingwerk voorzien van schietspleten en van kantelen. De ramen en de torenspits werden in 1547 aangebracht. In de veertiende en vijftiende eeuw was het torentje in gebruik bij de beheerder van het Binnenhof, de kastelein. Het gebouw had, net als de kastelein zelf, vele functies, waaronder die van herberg, wijnkelder, bottelarij en conciërgewoning.
In 1798 werd de werkkamer van de secretaris-generaal van het ministerie van Binnenlandse Zaken ingericht op de eerste etage van het Torentje.
Het Torentje werd in 1849 door Thorbecke in gebruik genomen als minister van Binnenlandse Zaken, tevens voorzitter van de ministerraad. Opeenvolgende premiers wisselden nog weleens van kantoor. Pas sinds de regeerperiode van Ruud Lubbers in 1982 is het Torentje de vaste werkplek van de minister-president.
Driemaal hield de voormalige minister-president Mark Rutte een tv-toespraak vanuit het Torentje; in 2020 twee keer tijdens de coronacrisis in Nederland en in 2024 tijdens zijn afscheid als premier.
Sinds augustus 2002 staat er een hek voor de oprit naar het torentje, het is geplaatst nadat de moord op Pim Fortuyn er toe leidde dat de beveiliging rondom het Binnenhof verscherpt werd.
Eind juli 2024 verbood de gemeente Den Haag premier Schoof om nog langer gebruik te maken van het Torentje als werkplek. Het werd als te brandgevaarlijk gevonden.

## Afbeeldingen

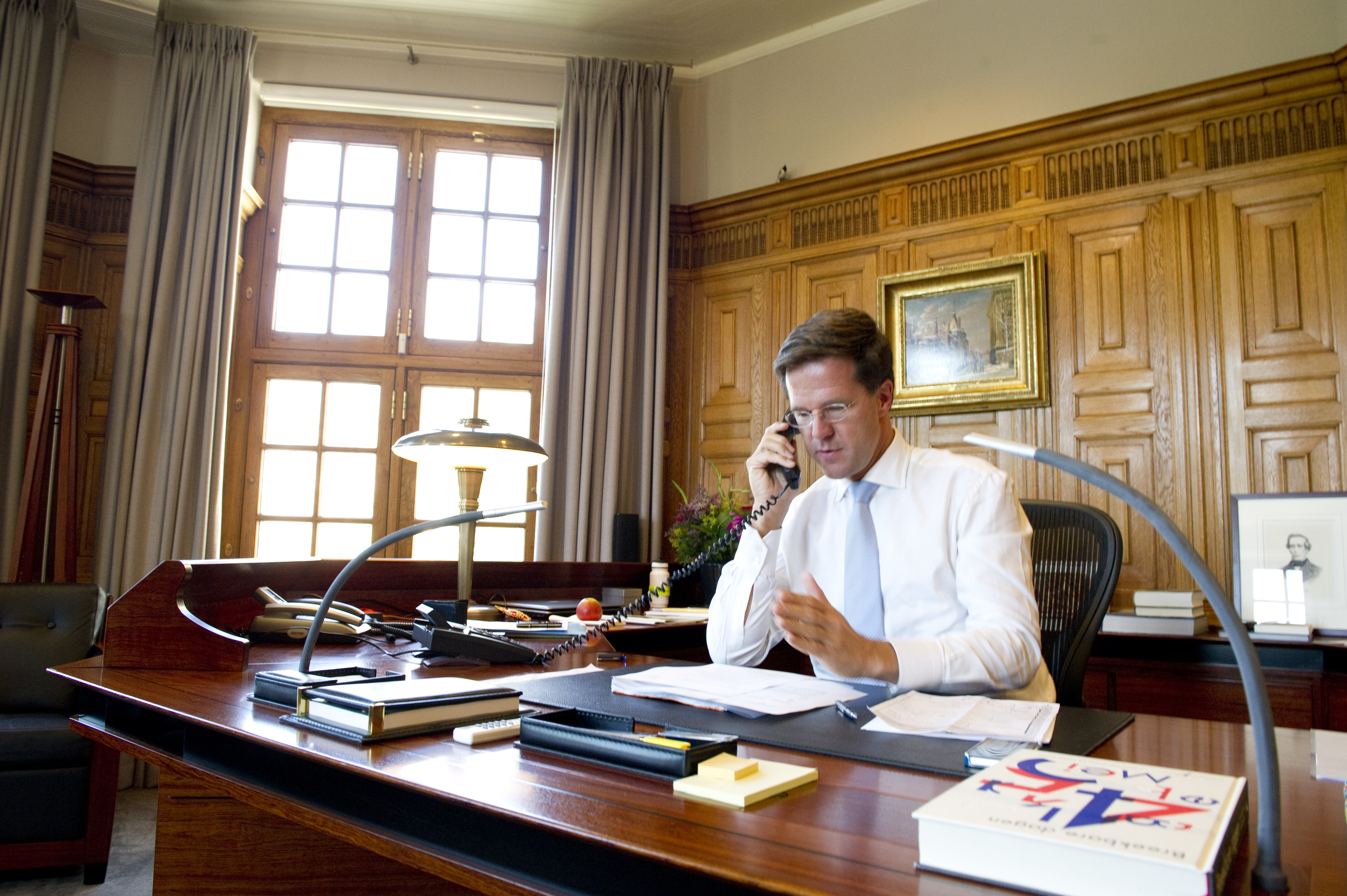
Oud-premier Mark Rutte in het Torentje
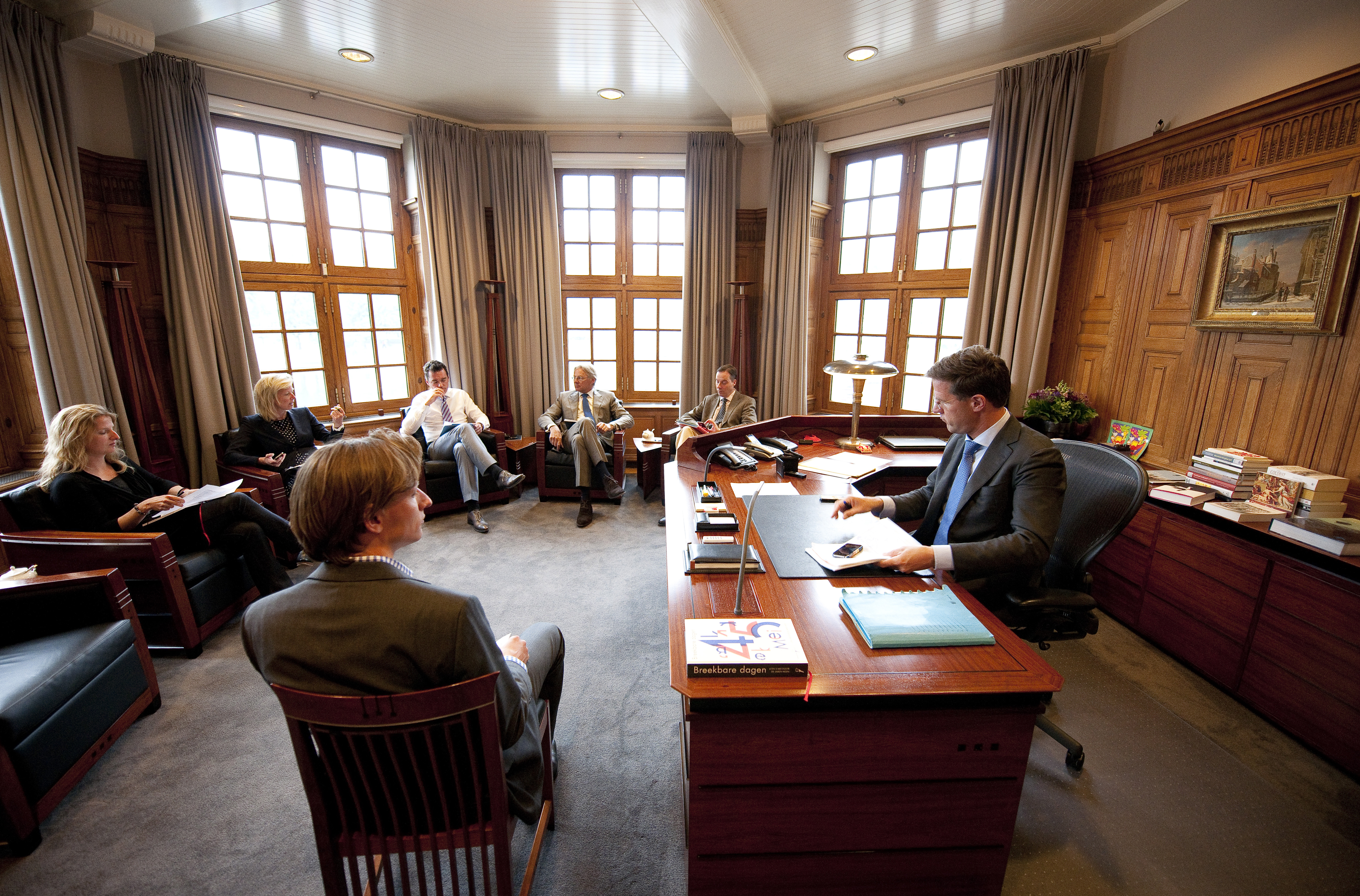
Oud-premier Mark Rutte met zijn adviseurs in het Torentje
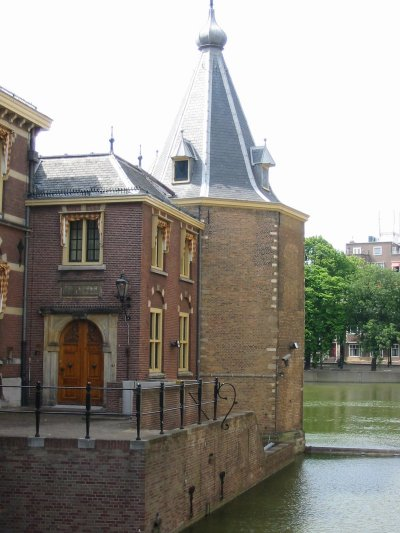
Ingang van het Torentje
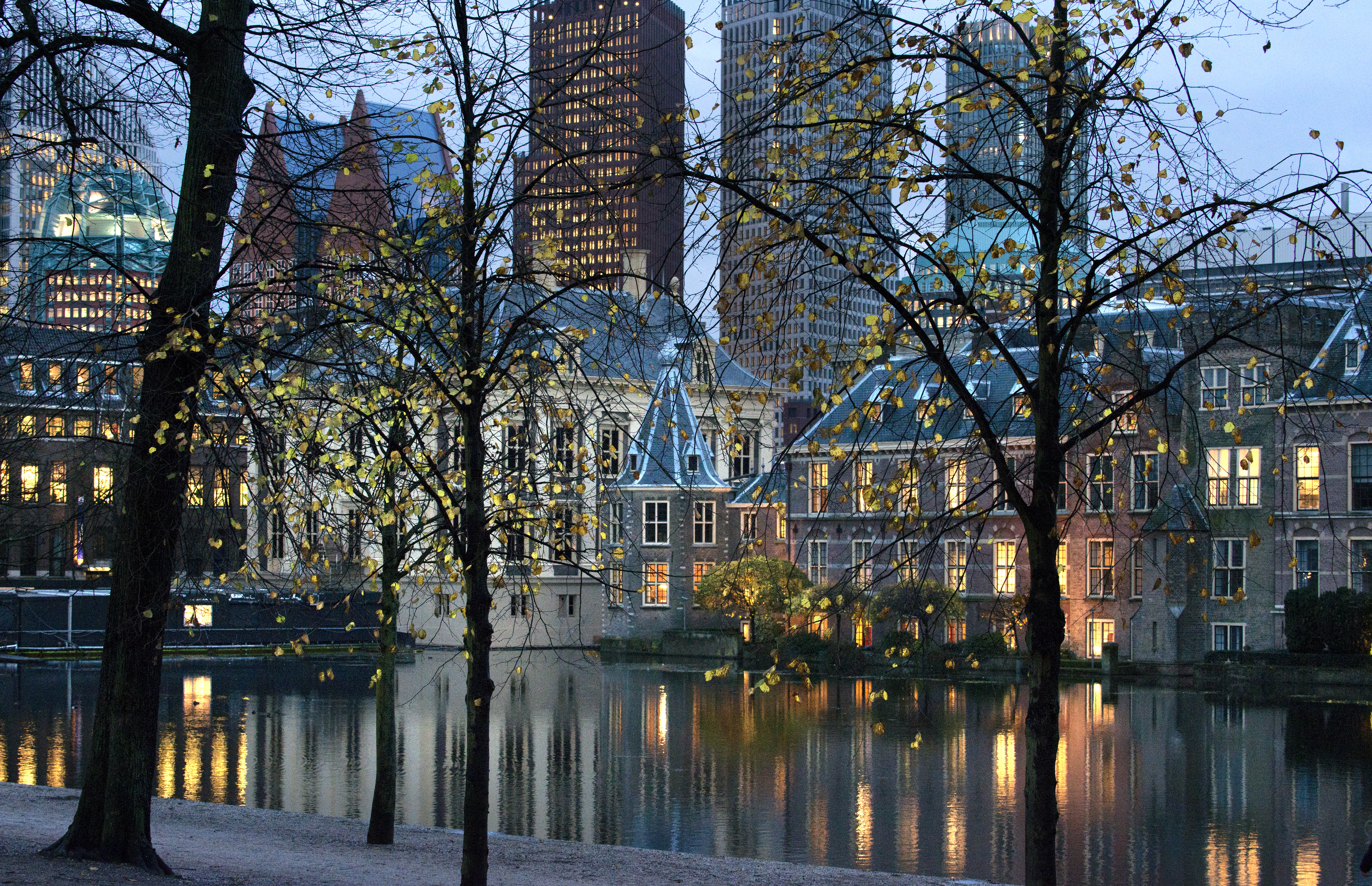
Torentje en de Hofvijver